# Metameria (biologia)
Metameria, segmentacja – podział ciała zwierząt dwubocznie symetrycznych wzdłuż głównej osi na szereg mniej lub bardziej niezależnych morfologicznie i fizjologicznie odcinków (metamerów) o powtarzającym się, pierwotnie podobnym planie budowy. Wyróżnia się metamerię zupełną obejmującą całe ciało (występuje np. u pierścienic i owadów) oraz zewnętrzną lub wewnętrzną. Znaczne podobieństwo poszczególnych segmentów określa się mianem metamerii homonomicznej, a ich duże zróżnicowanie nazywane jest metamerią heteronomiczną.
Przykładem metamerii wewnętrznej w budowie człowieka jest kręgosłup, który składa się z podobnych w zasadzie do siebie kręgów, między którymi przebiegają podobne więzadła. Z kręgami są powiązane żebra kostne, które są w pełni rozwinięte w części piersiowej kręgosłupa, natomiast w innych jego częściach występują w postaci szczątkowej. W obrębie klatki piersiowej żebra są połączone ze sobą pasmami mięśniowymi, tworzącymi mięśnie międzyżebrowe zewnętrzne i wewnętrzne. Schemat ten powiela układ naczyń krwionośnych i nerwów w obrębie klatki piersiowej. Twory te nazywa się metamerami. Metamerię wykazuje także schemat unerwienia skóry brzucha. Metamerię w organizmie człowieka można zauważyć również na przykładzie jelita cienkiego, które składa się z 3 odcinków: dwunastnicy, jelita czczego i jelita krętego.